# Малая Дубна
Малая Дубна — деревня в Московской области России. Входит в Орехово-Зуевский городской округ. Население — 1968 чел. (2010).
Село расположено одновременно вдоль автотрассы М-7 «Волга» и А108 БМК в 8 км к северу от районного центра Орехово-Зуево. Расстояние до МКАД — 70 км.

## История
Название произошло от названия речки Дубна.
В начале XIX века деревня находилась в собственности прапорщика Чемоданова, после смерти которого перешла к тайной советнице Аграфене Александровне Страховой. В 1905 году принадлежала госпоже Катынской.
В XIX — начале XX века деревня входила в Покров-Слободскую волость Покровского уезда Владимирской губернии и относилась к Житенинскому приходу.
В 1994—2006 годах — центр Малодубенского сельского округа. С 1 января 2006 года до 1 января 2018 года — административный центр сельского поселения Малодубенское Орехово-Зуевского муниципального района.

## Название
Название дано по протекающему поблизости притоку Большой Дубны (левый приток Клязьмы) — речке Малая Дубна.

## Население
В 1859 году имела 48 дворов (149 жителя мужского пола, 153 — женского). В 1913 году — 440 жителей. В 1925 году — 50 дворов и 225 жителей.
| 1926 | 2002  | 2006  | 2010  |
| ---- | ----- | ----- | ----- |
| 265  | ↗1996 | ↗2162 | ↘1968 |

## Экономика
На территории поселения действуют:
- ЗАО «Славянский пух» — одеяла, подушки, матрасы и наматрасники
- ООО «Фирма Ремтехмаш» — производство, монтаж, ремонт и техническое обслуживание животноводческого оборудования
- ДООО «КПП» — бетон на известковом и гранитном щебне, растворы, сухие смеси
- ЗАО «Стекольная компания» — производство стеклотары
- ФГУ «Орехово-Зуевский лесхоз»
- Предприятия питания на автодороге — популярные благодаря узловому положению села и наличию стоянок, среди водителей дальнобойщиков шашлычная и трактир.
- ЗАО Малая Дубна

### Транспорт
Транспортное сообщение с районным центром осуществляется рейсовыми автобусами «Орехово-Зуево — Военный городок» (5-8 рейсов в сутки) и транзитными, частыми маршрутными такси, с Москвой — многочисленными проходящими маршрутами.

## Интересные факты
В селе размещён контрольный пункт милиции 5-го спецбатальона 2-го спецполка ДПС УГИБДД МО (по работе на автодороге М7), на пункте одна из точек системы «Поток», отслеживающей проходящие по магистрали автомобили через номерные знаки.